# My Heaven
„MY HEAVEN” – pierwszy japoński singel południowokoreańskiej grupy Big Bang, wydany 24 czerwca 2009 roku. Osiągnął 3 pozycję w rankingu Oricon i pozostał na liście przez 8 tygodni, sprzedał się w nakładzie 40 552 egzemplarzy.
Utwór tytułowy jest japońską wersją piosenki „Cheonguk (Heaven)” z albumu Stand Up. Singel został wydany w trzech wersjach: dwóch regularnych i limitowanej (CD+DVD).

## Lista utworów
| CD (Jacket A, wer. CD+DVD) |                            |      |
| Nr                         | Tytuł                      | Czas |
| 1.                         | "MY HEAVEN"                | 3:51 |
| 2.                         | "Emotion"                  | 3:19 |
| 3.                         | "MY HEAVEN" (club remix)   | 4:34 |
| CD (Jacket B)              |                            |      |
| Nr                         | Tytuł                      | Czas |
| 1.                         | "MY HEAVEN"                | 3:51 |
| 2.                         | "Emotion"                  | 3:19 |
| 3.                         | "Candle" (Michitomo remix) | 6:07 |
| DVD                        |                            |      |
| Nr                         | Tytuł                      | Czas |
| 1.                         | "MY HEAVEN" (Music Video)  |      |
| 2.                         | "MY HEAVEN" (Making)       |      |

## Notowania
| Lista                             | Pozycja |
| --------------------------------- | ------- |
| Oricon Daily Chart                | 4       |
| Oricon Weekly Chart               | 3       |
| Billboard Japan Top Singles Sales | 3       |
| Billboard Japan Hot 100           | 4       |